# Depauville, New York
Depauville, New York (енгл. Depauville) насељено је место без административног статуса у америчкој савезној држави Њујорк.

## Демографија
По попису из 2010. године број становника је 577, што је 65 (12,7%) становника више него 2000. године.
| Група             | 2000.       | 2010.       |
| Белци             | 507 (99,0%) | 561 (97,2%) |
| Афроамериканци    | 0 (0,0%)    | 0 (0,0%)    |
| Азијати           | 0 (0,0%)    | 1 (0,2%)    |
| Хиспаноамериканци | 3 (0,6%)    | 4 (0,7%)    |
| Укупно            | 512         | 577         |